# Szerbia és Montenegró
Szerbia és Montenegró (szerbül: Србија и Црна Гора / Srbija i Crna Gora), 1992 és 2003 között: Jugoszláv Szövetségi Köztársaság (szerbül: Савезна Република Југославија / Szavezna Republika Jugoszlavija) két korábbi jugoszláv tagköztársaság, Szerbia és Montenegró államszövetsége volt délkelet-Európában, a Balkán-félszigeten 1992 és 2006 között. Északról Magyarország, nyugatról Horvátország, és Bosznia-Hercegovina, délnyugatról az Adriai-tenger és Albánia, délről Macedónia, északkeletről Románia, délkeletről pedig Bulgária határolta. Fővárosa és legnépesebb városa Belgrád volt.
Az államszövetség a délszláv háború hatására 1992 áprilisában jött létre. 2003. február 4-én a szövetségi köztársaság politikai szövetséggé alakult és ekkor változtatták az ország hivatalos nevét is Szerbia és Montenegróra. A szövetség 2006. május 21-én bomlott fel, amikor Montenegró (Crna Gora) lakossága népszavazás útján a függetlenség mellett döntött. Az új állam, Montenegró függetlenségét 2006. június 3-án kiáltották ki hivatalosan.

## Történelem

### Előzmények
Szerbia és Montenegró történelmi előzménye az első világháború után létrejött Szerb–Horvát–Szlovén Királyság, amely 1929-ben a Jugoszlávia nevet vette fel. Az 1990-es években, a délszláv háború során az egységes délszláv állam széthullott, és tagköztársaságai önálló államokká váltak. Jugoszlávia (Kis-Jugoszlávia) keretei között csak a mai Szerbia (és benne Koszovó), valamint Montenegró maradt meg.

### Az államszövetség létrejötte és megszűnése
Szerbia-Montenegró a 2003. február 4-én történt megegyezés alapján jött létre, melynek értelmében Jugoszlávia ezen az új néven államszövetséggé alakult. Nem sokkal később, március 12-én Belgrádban meggyilkolták Zoran Đinđić volt szerb miniszterelnököt.
2006. május 21-én Montenegró lakosai népszavazáson az államszövetségtől való elszakadás mellett döntöttek, június 3-án pedig hivatalosan is kinyilvánították függetlenségét, így az államszövetség felbomlott.
Lásd még: Szerbia történelme, Montenegró történelme, Jugoszlávia történelme

## Politikai megosztottság
Szerbia és Montenegró több részre oszlott, ahol a különböző területek különböző érdekeltséggel bírtak, ezért függetlenségért küzdöttek, amelyet sem az Európai Unió, sem a szerb-montenegrói kormányzat nem támogatott.
Egységek Szerbián belül:
- Szerbia (fővárosa Belgrád)
  - Vajdaság: névleg autonóm tartomány, történelméből adódóan jelentős a magyar, román, horvát, szlovák, roma, ruszin nemzeti közösség aránya; talán az egyetlen, kisebbségek által is lakott terület. Fővárosa Újvidék (Novi Sad).
  - Koszovó: albán többségű, akkoriban autonóm tartomány, majd ENSZ és NATO (KFOR) megfigyelők nemzetközi ellenőrzése alatt állt. 2008 óta független Szerbiától. Fővárosa Pristina.
- Montenegró (fővárosa Podgorica)

## Földrajz

### Természetföldrajz
Északon az Alföld síksága terül el egészen a Száva partjáig, de délebbre is benyúlik a Morava völgyébe. A Moravától nyugatra, illetve Montenegróban a Dinári-hegység, keletre a Balkán-hegység húzódik. Érdekes képződmény továbbá Montenegró tengerpartja, ahol Dél-Európa egyetlen „fjordja” található.
Legmagasabb pontja: Mokra-hegységben (2755 m)
Legnagyobb folyók: Duna (Dunav), Tisza (Tisa), Száva (Sava), Morava, Drina, Temes (Tamiš).
Legnagyobb tavak: Szkadari-tó (Skadarsko jezero), Piva-víztározó.
Éghajlata igen változatos. Montenegróban mediterrán, attól északra nedves kontinentális, egyes belsőbb területeken száraz kontinentális éghajlat jellemző.

### Jelentősebb városok
Szerbia-Montenegró legnépesebb városai az alábbiak voltak:
- Belgrád (Beograd)
- Újvidék (Novi Sad) a Vajdaságban
- Niš
- Podgorica Montenegróban
- Szabadka (Subotica) a Vajdaságban
- Kragujevac
- Nagybecskerek (Zrenjanin) a Vajdaságban

## Népesség
Szerbia-Montenegrót rendkívül sok nemzetiség lakta. A legjelentősebb nemzetiség a szerbeké, akik a lakosság 62,6%-át tették ki. Továbbá jelentős albán (16,5%), montenegrói, magyar, horvát, román, ruszin, roma és szlovák kisebbség élt az országban.

## Kultúra, vallás
A sok nemzetiség és a változatos történelmi események következtében Szerbia-Montenegró igen színes kultúrával rendelkezett. Míg az 1920-ig Magyarországhoz tartozó Vajdaság területén Magyarország kultúrája komoly hatást gyakorolt, az ország többi vidékén a középkorban Bizánc, majd a törökök kulturális befolyása volt meghatározó, illetve az ország középső vidékein bolgár, Montenegróban pedig albán és olasz hatásról kell beszélni.
Vajdaságtól délre bizánci stílusban épült ortodox kolostorokat és épületet láthatunk. Több török emlék is van az országban, de a legkiemelkedőbb Novi Pazar történelmi magja. A 20. század építészete – hasonlóan más szocialista országhoz – sokszor nyomot hagyott a történelmi emlékek között.
Az ország vallás tekintetében is nagy változatosságot mutatott. Mialatt északon, a Vajdaságban a többségi ortodoxok mellett szép számmal élnek a nyugati kereszténységhez tartozó római katolikusok, reformátusok és evangélikusok, az ország délebbi vidékein az ortodox egyház dominált, de a középső területeken szép számmal éltek muszlimok is.